# Éjaculation anhédonique
Ce trouble ne doit pas être confondu avec :
- l’anorgasmie masculine, dans laquelle il n’y a pas d’orgasme, avec ou sans éjaculation ;
- l’injaculation dans laquelle il y a orgasme, sans éjaculation.

L’éjaculation anhédonique, ou anhédonie éjaculatoire, est une éjaculation sans orgasme, chez un homme, pendant un rapport sexuel ou une masturbation,,,.